# Асіма Чаттерджі
Азіма Чаттерджі (англ. Asima Chatterjee, бенг. অসীমা চট্টোপাধ্যায়; 23 вересня 1917 — 22 листопада 2006) — індійська вчена-хімік. Відома роботою в галузі органічної хімії та фітотерапії. Займалася дослідженнями алкалоїдів барвінку, створенням протиепілептичних та протималярійних препаратів. Чаттерджі також є авторкою численних робіт з лікарських рослин Індійського субконтиненту. Вона була першою жінкою, яка захистила докторську дисертацію в Індії.

## Біографія
Асіма Чаттерджі (уроджена Мукерджі) народилася 23 вересня 1917 року в місті Калькутта в Бенгалії. Вона була старшою з двох дітей лікаря Індри Нараяна Мукерджі та його дружини Камали Деві. У 1936 році Асіма з відзнакою закінчила Шотландський церковний коледж при Калькуттському університеті.
Азіма продовжила навчання в Калькуттському університеті. У 1938 році отримала ступінь магістра, а у 1944 році докторський ступінь з органічної хімії. Вона стала першою індійською жінкою, яка отримала ступінь доктора наук. Її докторські дослідження було зосереджено на хімії рослинних продуктів і синтетичній органічній хімії. Серед її наукових керівників у той час були Прафулла Чандра Рай та Шатьєндранат Бозе. Крім того, вона отримала досвід досліджень в Університеті Вісконсина-Медісона і Каліфорнійського технологічного інституту з Ласло Зехмайстером.
Дослідження Чаттерджі зосереджувалися на хімії натуральних продуктів та розробці антиконвульсійних, протималярійних та хіміотерапевтичних препаратів. [8] Вона провела близько сорока років у дослідженні різних сполук алкалоїдів. Вона також виявила антиепілептичні властивості в Marsilea minuta та антималярійні властивості в рослинах Alstonia scholaris, Swertia chirata, Picrorhiza kurroa та Caesalpinia crista. Однак ці агенти не виявилися клінічно конкурентоспроможними з ліками, що використовувалися в цей час. Її робота стала основою для виробництва антиепілептичного препарату Ayush-56 та декілька протималярійних препаратів.
Чаттерджі написала близько 400 статей, які були опубліковані в національних і міжнародних наукових журналах.

## Нагороди
- Кавалер ордена Падма Бхушан (1975);
- У 1961 році вона отримала премію Шанті Сварупа Бхатнагара з хімії, яка стала першою жінкою, яка отримала цю нагороду;
- Доктор honoris causa декількох університетів;
- Вона була призначена президентом Індії членом Радж'я Сабха (верхньої палати Індійського парламенту) з лютого 1982 року по травень 1990 року;
- 23 вересня 2017 року пошукова система Google розгорнула 24-годинний Google Doodle на честь 100-річчя від дня народження Чаттерджі.[20]